# Mr Velcro Fastener
Mr Velcro Fastener – fiński duet producentów Tatu Metsätähtiego i Tatu Peltonena, wydający muzykę electro.
Artyści po raz pierwszy spotkali się w szkole, natomiast współpracę podjęli na początku lat 90. W 1997 r. stworzyli własne studio nagraniowe Miletos. W tym samym roku zaczęli również występować jako Mr Velcro Fastener. W roku 1998 nakładem własnego wydawnictwa Tie Entertainment, wydali pierwszą płytę EP zatytułowaną Wad. Nagranie otrzymało pozytywne opinie na całym świecie, co też zachęciło artystów do wypuszczenia kolejnej EP-ki pt. Robots 4 Life.
W 1999 r. niemiecka wytwórnia i220 wydała 12" winyl The Tie Entertainers oraz debiutancki album zatytułowany Lucky Bastards Living Up North. Pod koniec tego samego roku Mr Velcro Fastener prowadzili tournée przez Europę Środkową, wydając w tym samym czasie kolejną EP-kę, Which Scenario?. Kolejna płyta, Who's Gonna Bend z 2000 r. odniosła jeden z największych sukcesów w dorobku duetu. W 2003 r. ukazał się album Thales of Miletos zawierający niewydane wcześniej prace z okresu 1993–1996. Mr Velcro Fastener remiksowali utwory takich artystów jak Hardfloor, Giant Robot czy Fu-Tourist. Współpracując wraz z Imatran Voima, nagrali w 2003 r. wersję cover utworu Pimeyden jousi autorstwa Two Witches. Utwory grupy grane były przez różnych DJ-ów, np. Pete Tonga oraz Dave Clarkea.

## Dyskografia

### Albumy
- 1999 - Lucky Bastards Living Up North
- 2000 - Otherside
- 2003 - Thales Of Miletos 93-96
- 2006 - Telemacho

### EP / Single
- 1997 - Wad EP
- 1998 - Robots 4 Life
- 1999 - The Tie Entertainers
- 1999 - Which Scenario?
- 2000 - Electric Appliances Remixes
- 2000 - Who's Gonna Bend
- 2003 - Velcropopvichy
- 2003 - Gone Mad
- 2005 - The Flock
- 2005 - Čapek